# Sebastian Tynkkynen
Miika Sebastian Tynkkynen (né le 8 mars 1989 à Lohtaja) est un homme politique du parti des Finlandais. Il est député de la circonscription d'Oulu depuis avril 2019. Il est également troisième adjoint du parti depuis août 2021.

## Carrière politique
Sebastian Tynkkynen a attiré l'attention nationale en 2011 après avoir participé à la série de télé-réalité Big Brother.
Sebastian Tynkkynen, qui étudie pour devenir professeur à l'Université d'Oulu, est le candidat du parti des Finlandais aux Élections municipales finlandaises de 2012 et est élu représentant suppléant,.
Lors des Élections législatives finlandaises de 2015, Sebastian Tynkkynen a obtenu 1 474 voix et n'a pas été élu.
En novembre 2014, Sebastian Tynkkynen est élu président de la section jeunesse du parti des Finlandais, succédant à Simon Elo à partir du 1er janvier 2015.
En août 2015, le congrès du parti des Finlandais choisit Tynkkynen comme troisième vice-président du parti.
Il a été élu président de la section jeunesse du parti des Finlandais pour le deuxième mandat commençant le 1er novembre 2015.
En juin 2016, Sebastian Tynkkynen a lancé une initiative citoyenne dont le but était d'organiser un référendum sur l'adhésion de la Finlande à l'Union européenne. Environ 20 000 personnes ont soutenu l'initiative au cours de la première semaine. La période de collecte des déclarations de soutien s'est terminée en décembre et l'initiative n'a pas dépassé la limite minimale requise de 50 000 signataires.
Au début du gouvernement Sipilä, Sebastian Tynkkynen est vice-président du parti des Finlandais.
Il a été nommé à ce poste à l'été 2015 et a dû démissionner de son poste début 2016.
En juillet 2016, Sebastian Tynkkynen a annoncé qu'il ne briguerait pas un troisième mandat consécutif en tant que président de la section jeunesse du parti des Finlandais.
Samuli Voutila a été élu nouveau président pour 2017 lors de la réunion d'automne de novembre 2016.
Sebastian Tynkkynen a été élu député de la circonscription d'Oulu lors des élections législatives finlandaises de 2019, recueillant 9 271 voix.
Il était également candidat aux élections européennes de 2019.

## Séries télévisées
| Année | Série                       | Réf.   |
| ----- | --------------------------- | ------ |
| 2011  | Big Brother Suomi           | [ 13 ] |
| 2013  | Riemuloma Kanarialla        | [ 13 ] |
| 2015  | Uutisvuoto                  | [ 14 ] |
| 2015  | Tripla                      | [ 15 ] |
| 2016  | Pressiklubi                 | [ 16 ] |
| 2016  | Enbuske, Veitola & Salminen | [ 17 ] |
| 2017  | Julkkisselviytyjät          | [ 18 ] |

## Biographie
Sebastian Tynkkynen s'est déjà décrit comme bisexuel, ce qu'il a remarqué à l'âge de 15 ans.
Il s'est ensuite décrit comme homosexuel.
Son partenaire est le mozambicain Alan da Silva.
Sebastian Tynkkynen était pentecôtiste depuis son enfance, mais il a été excommunié de l'Église pentecôtiste en 2018 parce qu'il interprète le mariage homosexuel comme étant justifié par la Bible.
La congrégation pentecôtiste n’était pas d’accord avec ce point de vue, mais voyait que Sebastian Tynkkynen s’était éloigné de la doctrine pentecôtiste du mariage.
Sebastian Tynkkynen affirme que la raison de son excommunication est sa relation avec un homme,,.
Sebastian Tynkkynen a assuré son service civil.

## Délits et Jugements
Sebastian Tynkkynen a été condamné à plusieurs reprises entre 2017 et 2020 pour propos d'agitation contre un groupe ethnique (les musulmans).